# Camponotus jtl-015
Camponotus jtl-015 é uma espécie de inseto do gênero Camponotus, pertencente à família Formicidae.